# Louis-Toussaint-Cécile Bernier
Louis-Toussaint-Cécile Bernier, né le 20 janvier 1761 à Crécy-en-Brie en France et mort le 26 novembre 1801 à Varreddes (Seine-et-Marne), est un homme politique français.

## Biographie
Fils d'un marchand, Bernier étudie le droit et devient avocat à Meaux. En 1792, il est élu maire de cette ville.
Le 8 septembre de cette même année, il est élu député de Seine-et-Marne à la Convention nationale, par 223 voix sur 320 votants. Dans cette assemblée, il siège parmi les modérés. En janvier 1793, au procès de Louis XVI, Bernier se prononce pour la détention de l'ancien monarque jusqu'à l'acceptation d'une nouvelle constitution, après quoi le peuple déciderait de son sort. Il se déclare ensuite en faveur du sursis à l'exécution.
Bernier est ensuite très discret jusqu'au 9 thermidor. Sous la Convention thermidorienne, il est chargé de plusieurs missions dans les départements. Envoyé en Eure-et-Loir et dans l'Eure, il y procès au désarmement des anciens comités révolutionnaires. En avril 1795, il est confronté au problème des subsistances dans ces départements, ce qui lui vaut de subir des jets de pierre de la part d'émeutiers à Évreux, le 10 avril, alors qu'il faisait transférer du grain vers Paris. Il fait réprimer le mouvement, ce dont il se justifie dans une lettre lue à la Convention le 14 avril par son collègue Auguis. 
De retour à l'Assemblée, il est ensuite appelé à siéger au Comité de législation.
En octobre 1795, Bernier est réélu député de Seine-et-Marne au Conseil des Cinq-Cents. Il n'intervient qu'une seule fois à la tribune, pour protester de l'aliénation du domaine de Chézy.
Bernier quitte son siège en 1798, avant de devenir commissaire du pouvoir exécutif auprès du tribunal correctionnel de Meaux. En 1800, il est nommé par Bonaparte commissaire auprès du tribunal civil de Meaux.
Il meurt peu de temps après en 1801, à l'âge de quarante ans. 

## Source
- « Louis-Toussaint-Cécile Bernier », dans Adolphe Robert et Gaston Cougny, Dictionnaire des parlementaires français, Edgar Bourloton, 1889-1891 [détail de l’édition]